# Ischyromene insulsa
Ischyromene insulsa är en kräftdjursart som först beskrevs av Hurley och Jansen 1977.  Ischyromene insulsa ingår i släktet Ischyromene och familjen klotkräftor.
Artens utbredningsområde är havet kring Nya Zeeland. Inga underarter finns listade i Catalogue of Life.